# Impatiens dorstenioides
Impatiens dorstenioides là một loài thực vật có hoa trong họ Bóng nước. Loài này được (Baker) Warb. mô tả khoa học đầu tiên năm 1895.